# Color monocromàtic

Exemple d'un esquema de color monocromàtic

Els colors monocromàtics són tots els colors (tonalitats) d'un sol matís o to.
Els esquemes de color monocromàtics es deriven d'un sol color base que és estesa mitjançant l'ús de tonalitats clares i fosques del mateix color. Les tonalitats clares (tints en anglès) s'aconsegueixen afegint blanc i les tonalitats fosques s'aconsegueix (shades i tones en anglès) afegint negre o gris.
Els esquemes de color monocromàtics proporcionen oportunitats en l'art i les comunicacions visuals ja que permeten un major rang de contrast de tons que pot ser usat per atreure la moral, crear enfocament i ajudar a la llegibilitat.
L'ús del color monocromàtic proporciona una forta sensació de cohesió visual i pot ajudar a l'objectiu de la comunicació a través de l'ús de les connotacions del color. L'absència relativa de contrastos de to pot ser compensada mitjançant variacions en to i l'addició de textures.
Monocromàtic significa, segons la ciència, constar d'una sola longitud d'ona de llum o una altra radiació (els làsers, per exemple, normalment produeixen llum monocromàtica), també tenir o aparentar només un color (en contraposició a policromático). Això vol dir que segons la ciència les imatges monocromàtiques certes només poden ser creades estrictament d'ombres d'un color que s'acosta al negre.
Així i tot, monocromàtic també posseeix un altre significat proper a les paraules “avorrit” o “incolor”, la qual cosa de vegades porta a crear un disseny compost de les tonalitats de color veritablement monocromàtiques (un to esvaint-se cap a negre), i de colors creats a partir d'aquest to però esvaint-se a blanc. Aquest disseny no hauria de ser anomenat monocromàtic en un significat estrictament científic.